# 玉せん

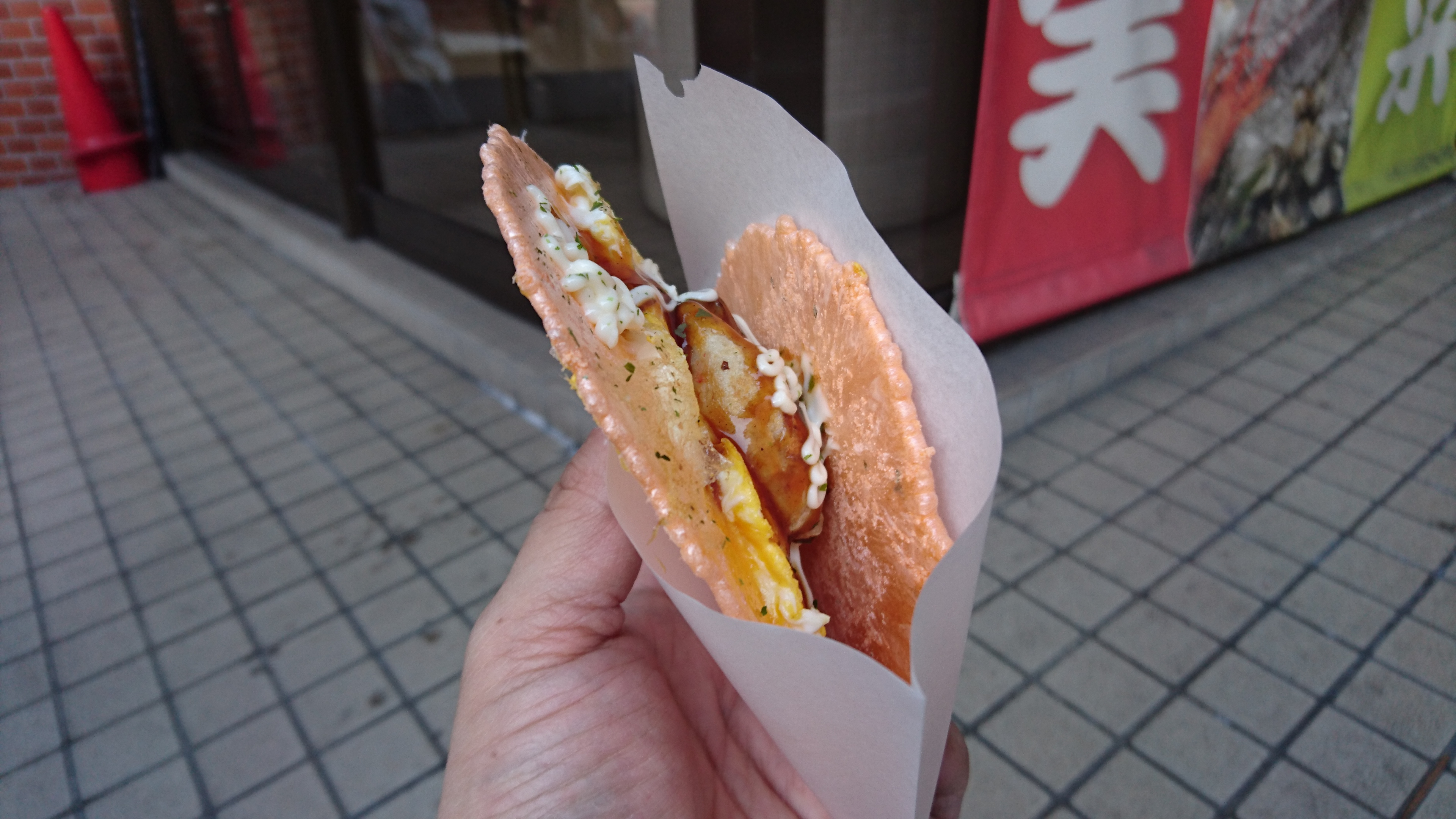
愛知県名古屋市　大須赤門通り　たこ焼きを販売する屋台で提供されている玉せん。写真はたこ焼き入りのもの

愛知県豊田市　猿投神社にて催事(正月・祭事)に出店する屋台で提供されている玉せん。写真はスペシャル(ベーコン・チーズ入り)500円。冷めにくいようアルミホイルを重ねた紙で包まれている。

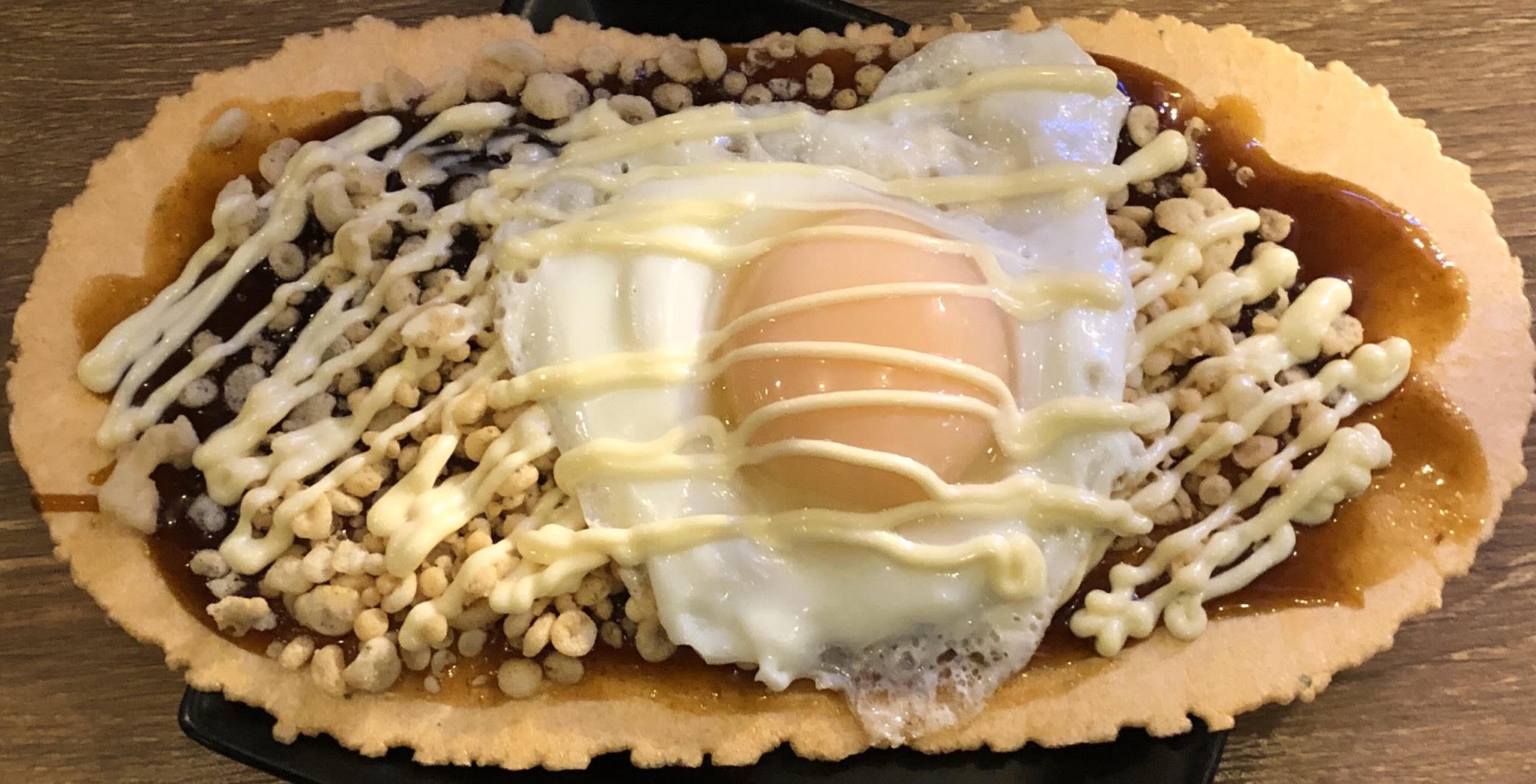
早稲田のたこ焼きバーで大阪出身の店員が作った たまごせんべい。

玉せん（たません）は、名古屋市周辺で食べられている料理。すべて平仮名で表記されることもある。関西の「たまごせんべい」もたません、たまごせんと呼ばれることがあり、基本的に同じ料理だが、#たまごせんべいに記述するとおり相違点がある。
主に駄菓子屋や祭りの屋台で供され、子供のおやつとして食されている。中には専門の店を構えて提供されたり、通信販売に対応しているケースもある。

## 作り方
作り方は、店舗・屋台によって異なる場合がある。
- 「たこせんべい」または「えびせんべい」を鉄板の上で焼き、お好み焼き用のソースを塗る。鉄板で黄身を潰した目玉焼きまたはスクランブルエッグを作り、せんべいの上に乗せマヨネーズをかけ二つに折って完成。

下記はスペシャル(チーズとベーコンの全部乗せ)の場合
- 鉄板に目玉焼きの要領で卵を乗せ、黄身をつぶし若干混ぜる。程よく火が通ったところでベーコンを焼き、その間に大判型の「えびせんべい」の半分にお好みソースを刷毛で塗り、包み紙の上に置き中央で割っておく。ベーコンが焼きあがるまでにスライスチーズを鉄板に乗せ、その上に焼いた卵を乗せる。ベーコンに火が通ったらチーズに乗せた卵を裏返しベーコンに乗せ、絡ませてせんべいの上に乗せ、最後にマヨネーズをかけ半分に割ったせんべいで挟み、包み紙で包む。

トッピングは店によっては提供されない場合もあるが、チーズ、ベーコン、ソース焼きそば、たこ焼きなどがある。

## たまごせんべい
関西名物とも言われるたまごせんべい（玉子せんべい、たません、たまごせん）は、名古屋市周辺の玉せんと次の点で異なる。
- えびせんべいは2つ折りにせず、大判型せんべい１枚を丸ごと用いる。
- 卵は目玉焼きで、黄身は潰さない。半熟が基本。
- ソースを片面に塗った後、天かすをまぶす。その上に目玉焼きを載せ、マヨネーズ、店により紅生姜や青海苔をかける。

関西の縁日の屋台の定番であり、くじで当たると目玉焼きを増やすなどする屋台もある。

関東では稀だが、たこせんを提供するたこ焼き屋は同じえびせんべいを仕入れているため、作ってもらえることがある。

浅草酉の市や三社祭でHASEGAWAらが2012年から2014年の間に屋台を設けたことがある。

ミルクボーイのネタ「たません」は、こちらのたまごせんべいを題材としている。

## 参考
- @nifty『名古屋の不思議』 小学館〈小学館文庫〉、2005年、32頁から34頁
- 乙幡啓子 「名古屋コネタ60本ノック」 @niftyデイリーポータルZ、2005年6月15日
- 中日新聞朝刊20面「地元を食べよう! 上」、2014年1月3日付